# Joseph Lequinio
Marie Joseph Lequinio, né le 15 mars 1755 à Sarzeau. Son père Nicolas Gildas Le Quinio ( et non Lequinio) est chirurgien du roi, juré pour les rapports sur la presqu'île de Rhuys comme l'acte de baptême le stipule. Il est mort le 20 août 1812 à Edgefield dans l'État de Caroline du Sud (États-Unis), C'est un homme politique de la Révolution française.

## Biographie

### Député à la Législative
En septembre 1791, alors qu'il est juge au tribunal de Vannes, Lequinio est élu député du département du Morbihan, le sixième sur huit, à l'Assemblée nationale Législative où il est membre du Comité d'Agriculture à l'ouverture de la session. 
Il vote en faveur des mises en accusation de Bertrand de Molleville, ministre de la Marine, et du marquis de Lafayette. 
En parallèle, il édite une feuille, à partir du 31 mars 1791, appelée le Journal des laboureurs.

### Député montagnard à la Convention
En septembre 1792, Lequinio est réélu député du Morbihan, le quatrième sur huit, à la Convention nationale, où il est siège de nouveau au Comité d'Agriculture, mais également au Comité d'Instruction publique et au Comité des pétitions et de correspondance. 
Le 7 novembre, Lequinio dépose à la Convention l'opuscule Les préjugés détruits dans lequel il défend notamment l'égalité entre les femmes et les hommes. Il s'agit de l'un des rares députés de la Convention, avec Pierre Guyomar et Gilbert Romme, à abonder en ce sens. Le 1er décembre, il dépose l'opuscule Richesse de l'Etat ou de la navigation intérieur. 
Lequinio siège sur les bancs de la Montagne. Lors du procès de Louis XVI, il vote la mort sans appel au peuple ni sursis à l'exécution. Il ne participe pas au scrutin sur la mise en accusation de Marat et vote contre le rétablissement de la Commission des Douze.
Envoyé de la Convention en août 1793 dans l’Oise et l’Aisne avec Sylvain-Phalier Lejeune, Joseph Lequinio ordonne l’arrestation de tous les nobles entre dix-sept et soixante ans pour les hommes, dix-sept et cinquante ans pour les femmes. On l’envoie ensuite avec Joseph François Laignelot réorganiser les ports de La Rochelle et de Rochefort. Les deux hommes tentent de réorganiser ces ports, arrêtant les officiers qui leur paraissent suspects notamment Louis-René-Madeleine de Latouche-Tréville.
Il se consacre avec zèle à la déchristianisation de la Charente-Inférieure, ce qui lui vaut des réprimandes du Comité de salut public, averti de ses excès par Sylvain Phalier Lejeune. Dans la Charente-Maritime, Lequinio établit une commission révolutionnaire à La Rochelle le 23 septembre 1793 pour juger les 750 à 800 prisonniers vendéens enfermés dans les prisons de la ville. Selon les ordres du représentant en mission, la peine de mort n'est appliquée qu'aux prêtres, aux bourgeois, aux nobles, aux maltôtiers, aux déserteurs et aux contrebandiers, 60 sont guillotinés. Les paysans et les ouvriers sont, de leur côté, condamnés aux travaux à la chaîne mais 510 meurent des épidémies. À Rochefort, les représentants Lequinio et Laignelot instaurent en octobre un tribunal révolutionnaire pour juger les équipages de L'Apollon, du Généreux et du Pluvier, impliqués dans l'insurrection de Toulon. Le 28 novembre, le verdict est rendu pour les accusés des deux premiers navires : sur 34, dix sont guillotinés, deux déportés, huit emprisonnés et 14 acquittés. Le 14 février, sept membres de l'équipage du Pluvier sont condamnés à mort, les six autres sont acquittés. D'autres exécutions suivent, telles celle de Gustave Dechézeaux, le 17 janvier 1794, puis celle du contre-amiral à la retraite, Nicolas Henri de Grimouard, le 7 février. Finalement, 52 personnes sont guillotinées à Rochefort, dont 19 officiers de marine.
Lequinio arrive ensuite à Fontenay-le-Comte, le 10 décembre 1793. Dès le lendemain, il est confronté à une mutinerie des 400 à 500 détenus des prisons. Lequinio met fin aux troubles en abattant lui-même d'un coup de pistolet l'un des prisonniers, deux autres sont tués la même journée. Aussitôt, le 11 décembre, le représentant en mission fait former une commission militaire qui, du 12 décembre 1793 au 31 mars 1794, juge 332 prisonniers et en condamne à mort 192, qui sont fusillés dans les vingt-quatre heures,.
De passage à Vannes en mars 1794, Joseph Lequinio contraint la population à assister à ses prêches athées. Il s’oppose à Robespierre sur la question de l‘Être suprême dans son ouvrage Les préjugés détruits, certains biographes ont interprété le rappel de Lequinio comme une disgrâce de Robespierre. Cependant, en mai 1794, au nom de la liberté de conscience, l'incorruptible prend sa défense au club des jacobins, quand Jacques Brival attaque ses idées athées professées dans les préjugés détruits.
Le 1er avril 1794, Lequinio présente un rapport devant le Comité de salut public sur la situation en Vendée. Il juge indispensable de faire exécuter les prisonniers de guerre vendéens pris les armes à la main, et souhaite même que cette mesure soit également appliquée aux soldats de la coalition, cependant, il estime que la population de la Vendée est encore trop nombreuse pour être exterminée, il désapprouve finalement les massacres des civils et accuse les militaires de profiter de la guerre pour s'enrichir par le pillage au lieu de combattre les rebelles,.
Après le 9-Thermidor (27 juillet 1794), Joseph Lequinio tente de s’assurer le contrôle du Club des Jacobins, puis, ayant échoué, propose d’interdire aux députés de fréquenter des sociétés populaires.
Preuve s’il en est de la personnalité controversée de Lequinio, cette lettre pleine de compliments que lui adresse le 13 novembre 1794 Marie-Bonne Rivière de la Souchère, en pleine détresse, il est vrai : "Citoyen représentant, Toi, qui aime tant faire le bien, et dont toutes les actions annoncent la bonté, la justice et l'humanité, etc."
Dénoncé par les habitants de Rochefort pour ses exactions et ses rapines, il se cache jusqu’à l’amnistie votée par la Convention le 26 octobre 1795. Son élection au Conseil des Cinq-Cents dans le département du Nord en 1798 est annulée et il vit de son salaire d’inspecteur forestier à Valenciennes.
Arrêté quelques jours après l’attentat de Saint-Nicaise (24 décembre 1800), il est expédié par Napoléon Bonaparte comme vice-consul à Newport, aux États-Unis le 29 novembre 1801. Son épouse, Jeanne-Odette de Lévis Mirepoix, l'accompagne. Les détails de sa vie ne sont pas très connus aux États-Unis, on sait qu'il s'occupe dès 1805-1806 d'agriculture, de vignes, d'élevage et de commerce des esclaves. Durant cette période, il reprend son nom de naissance Lequinio de Kerblay.
Une controverse existe sur la date de sa mort. Des historiens ont affirmé qu'il serait revenu en France et serait mort à Sarzeau le 19 novembre 1814. En réalité, les archives départementales du Morbihan indiquent qu'une petite Marie-Joseph Quinio de cinq semaines est morte ce jour-là. Il a sans doute été confondu avec cette dernière. Aujourd'hui, on peut raisonnablement affirmer que Lequinio est mort à Egdefield (Caroline du Sud). Sa sépulture n'a jamais été localisée.

## Publications
- Joseph Lequinio, 
  - Les Préjugés détruits, Paris, 9 novembre 1792.
  - Les Préjugés détruits, Paris, 1er janvier 1793 (réimpression de l'ouvrage de novembre).
- Joseph Lequinio, La Guerre de Vendée et des Chouans, première édition, Chez Pougin, imprimeur, 9 rue des Pères, Paris. 1er Brumaire, an 3.
- Joseph Lequinio, La Guerre de Vendée et des Chouans, édition critique par Jean Artarit, Centre vendéen de recherches historiques, 2012.